# Roquefort-la-Bédoule
Roquefort-la-Bédoule è un comune francese di 5 127 abitanti situato nel dipartimento delle Bocche del Rodano della regione della Provenza-Alpi-Costa Azzurra.

## Società

### Evoluzione demografica
Abitanti censiti